# The Lullaby
The Lullaby (también conocida como Siembamba) es una película de terror sudafricana de 2017 dirigida por Darrell Roodt y coproducida por Samuel Frauenstein y Andre Frauenstein Snr. Está protagonizada por Reine Swart, Thandi Puren, Brandon Auret, Deànré Reiners y Dorothy Ann Gould. Es la primera producción cinematográfica puramente sudafricana estrenada en cines estadounidenses. Rotten Tomatoes la clasificó como una de las mejores películas de terror de 2018.

## Sinopsis
Chloe van Heerden es una madre de diecinueve años, quien luchó para lidiar con su crítica madre, Ruby, pero finalmente terminó con depresión.

## Elenco
- Reine Swart como Chloe van Heerden
- Thandi Puren como Ruby van Heerden
- Brandon Auret como el Dr. Timothy Reed
- Deànré Reiners como Adam Hess
- Dorothy Ann Gould como partera
- Shayla-Rae McFarlane como Chloe joven
- Eckardt Spies como Baby Liam
- Amjoné Spies como Baby Liam
- Samuel Frauenstein como camionero
- Briony Horwitz como enfermera 1
- Anne-Marie Ellis como enfermera 2
- Lara de Villiers como madre Boer
- Dayna McFarlane como camarero

## Producción
Se rodó en Pretoria, Gauteng, Sudáfrica y sus alrededores y se estrenó en el Festival de Cine de Terror de Sudáfrica de 2017.

## Recepción
La película se estrenó mundialmente el 1 de marzo de 2018 en el Laemmle Fine Arts Theatre en Beverly Hills y se proyectó el 18 de mayo de 2018 en Turquía, así como en 150 cines en los EE. UU. También se proyectó en Japón, Canadá, Vietnam y Emiratos Árabes. Recibió reseñas mixtas de los críticos. Posteriormente, fue nominada en ocho categorías en los Africa Movie Academy Awards 2018: Mejor logro en maquillaje, Mejor logro en banda sonora, Mejor logro en efectos visuales, Mejor logro en cinematografía, Mejor logro en montaje, Mejor actriz en un papel protagónico, Mejor director y Mejor largometraje.
También fue nominada a dos premios SAFTA. El guion de la película se conserva en la Biblioteca Margaret Herrick de la Academia de Artes y Ciencias Cinematográficas y se utiliza con fines de estudio.